# Замок Ліхтенштайн (Німеччина)
48°24′24″ пн. ш. 9°15′29″ сх. д. / 48.40667° пн. ш. 9.25806° сх. д.
Замок Ліхтенштайн (нім. Schloss Lichtenstein) — стилізований «під казку» замок XIX століття, недалеко від містечка Гонау, Швабський Альб, Баден-Вюртемберг, Німеччина.

## Історія
Перший замок було споруджено в період з 1150 по 1200 роки. Його двічі руйнували: під час Рейхскризької війни 1311 року та містом-країною Ройтлінґен в 1381 році. Замок не реконструювали і з часом він перетворився на руїну.
1802 року земля відійшла королю Вюртемберга Фрідріху I, який збудував на цьому місці мисливський будинок. 1837 року землі відійшли його племіннику князю Вільгельму Ураху, графу Вюртемберзькому, який надихнувшись романом Вільгельма Гауффа «Ліхтенштайн», збудував замок у період з 1840 по 1842 роки. Архітектурний стиль романтичної неоготики створив німецький архітектор Карл Александр Гайделофф.
Сьогодні замок продовжує належати князям Ураху, але відкритий для відвідувачів. У замку зберігається велика колекція історичної зброї та обладунків.

## Галерея

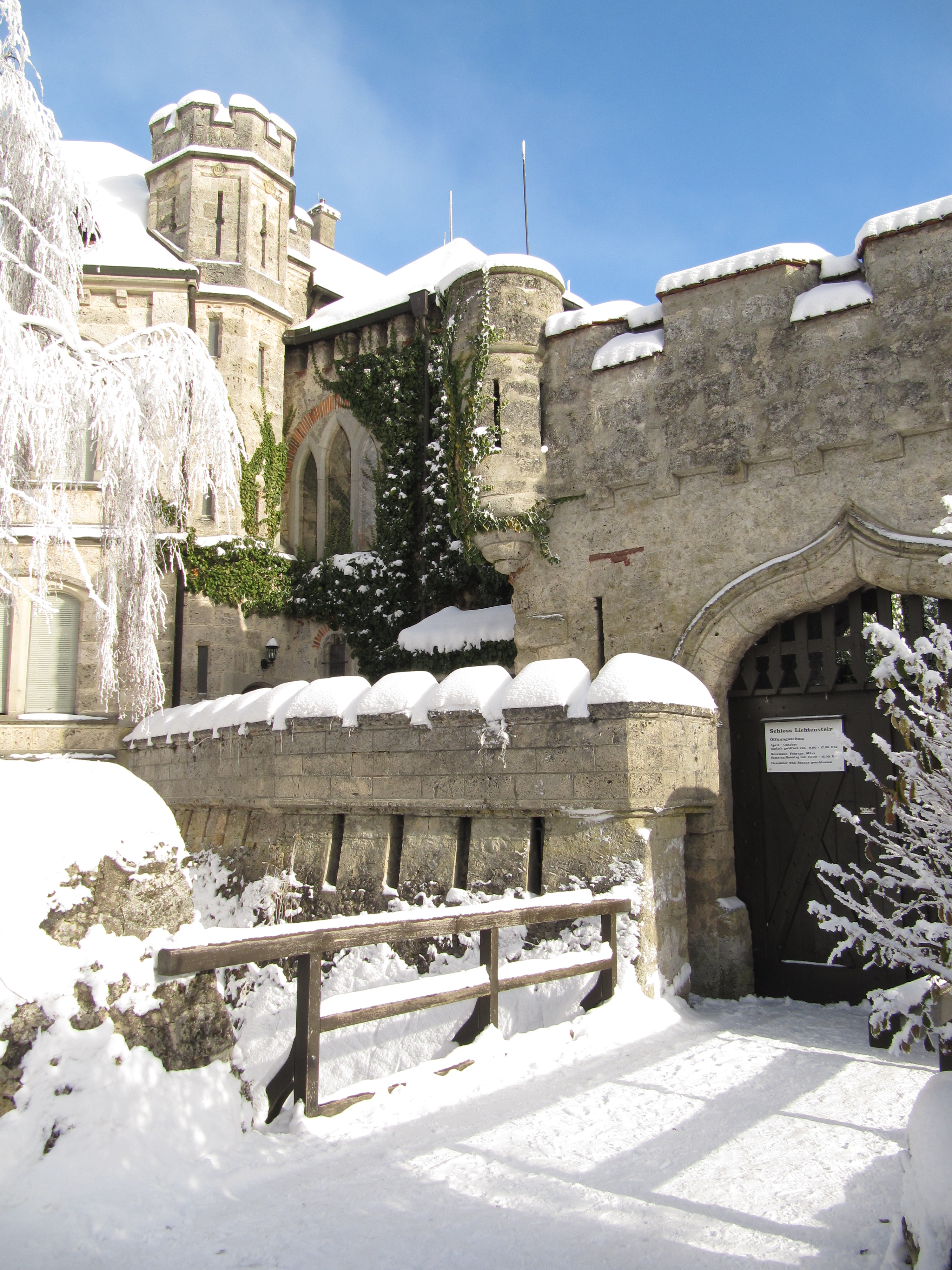
Вхід, січень 2010
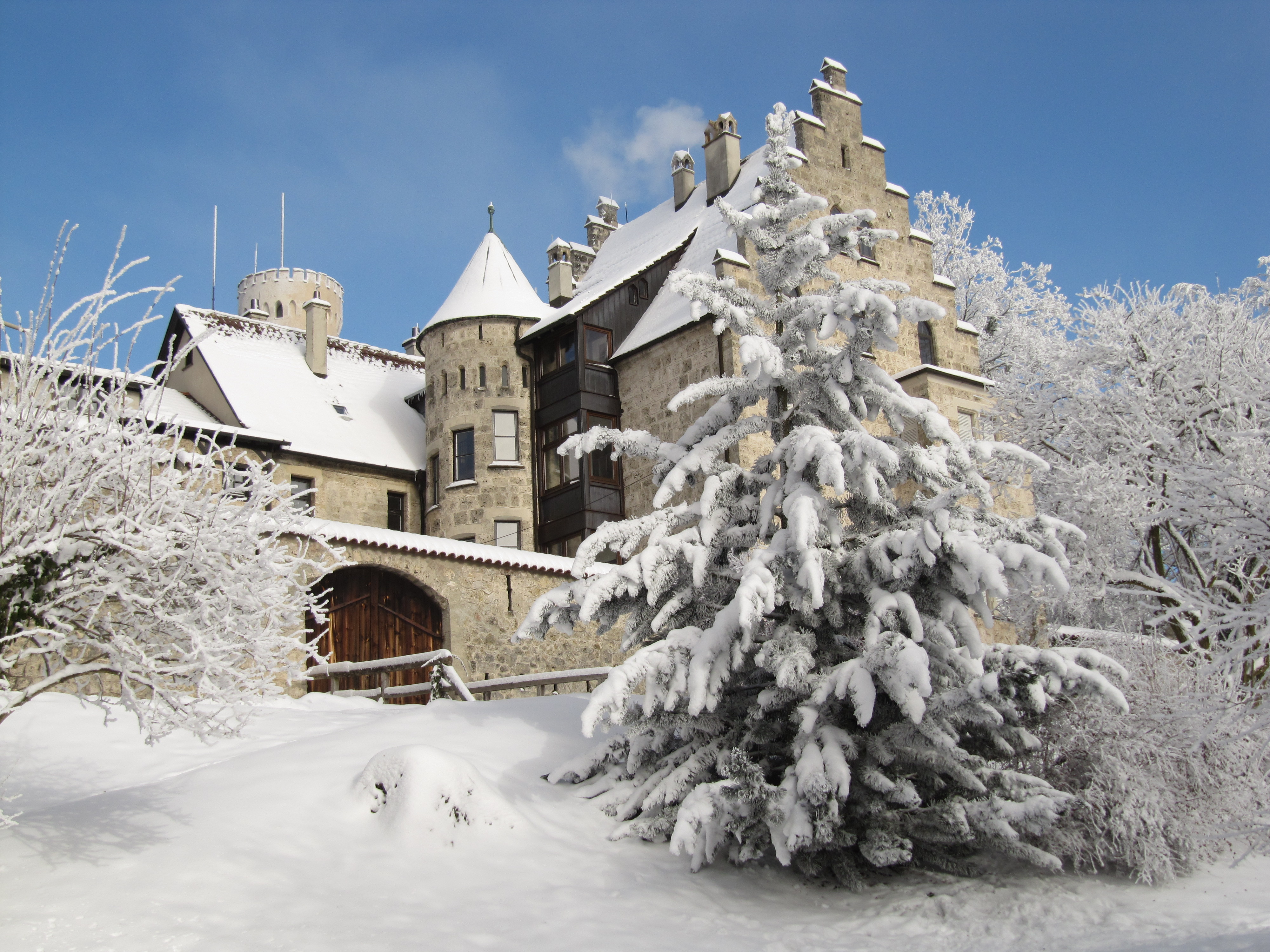
Вигляд з південного заходу, січень 2010
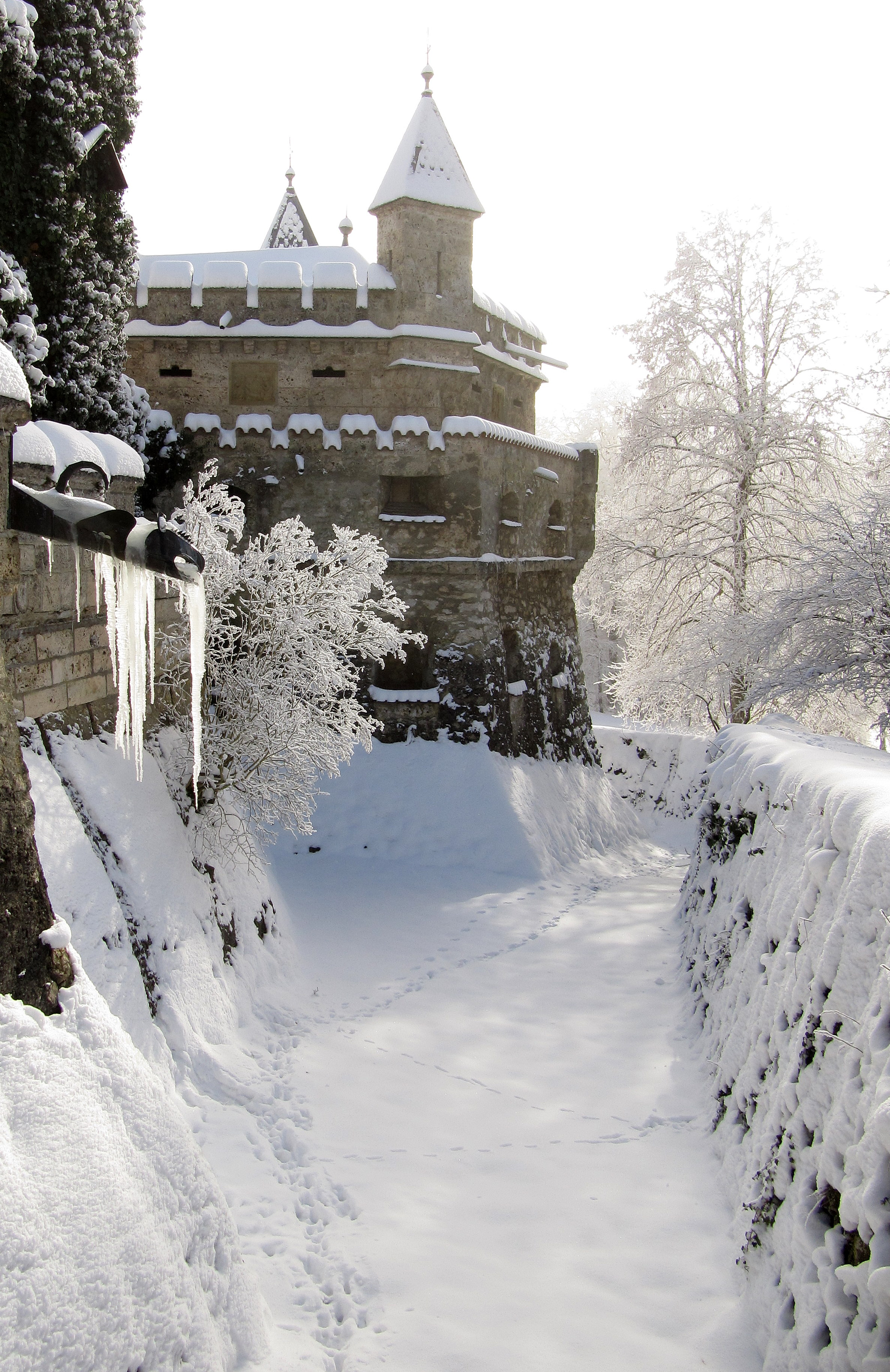
Рів, січень 2010
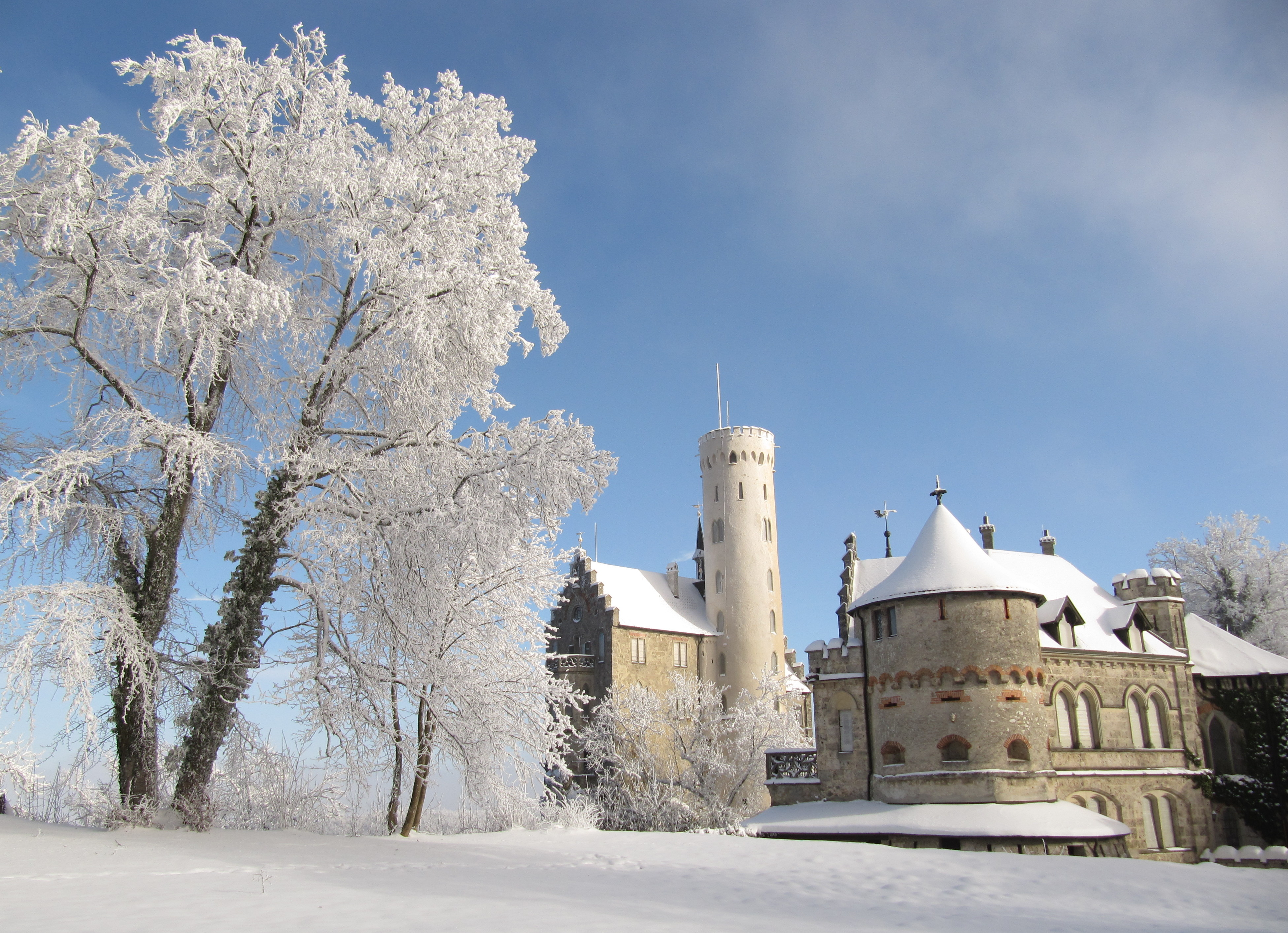
Вигляд з південного заходу, січень 2010
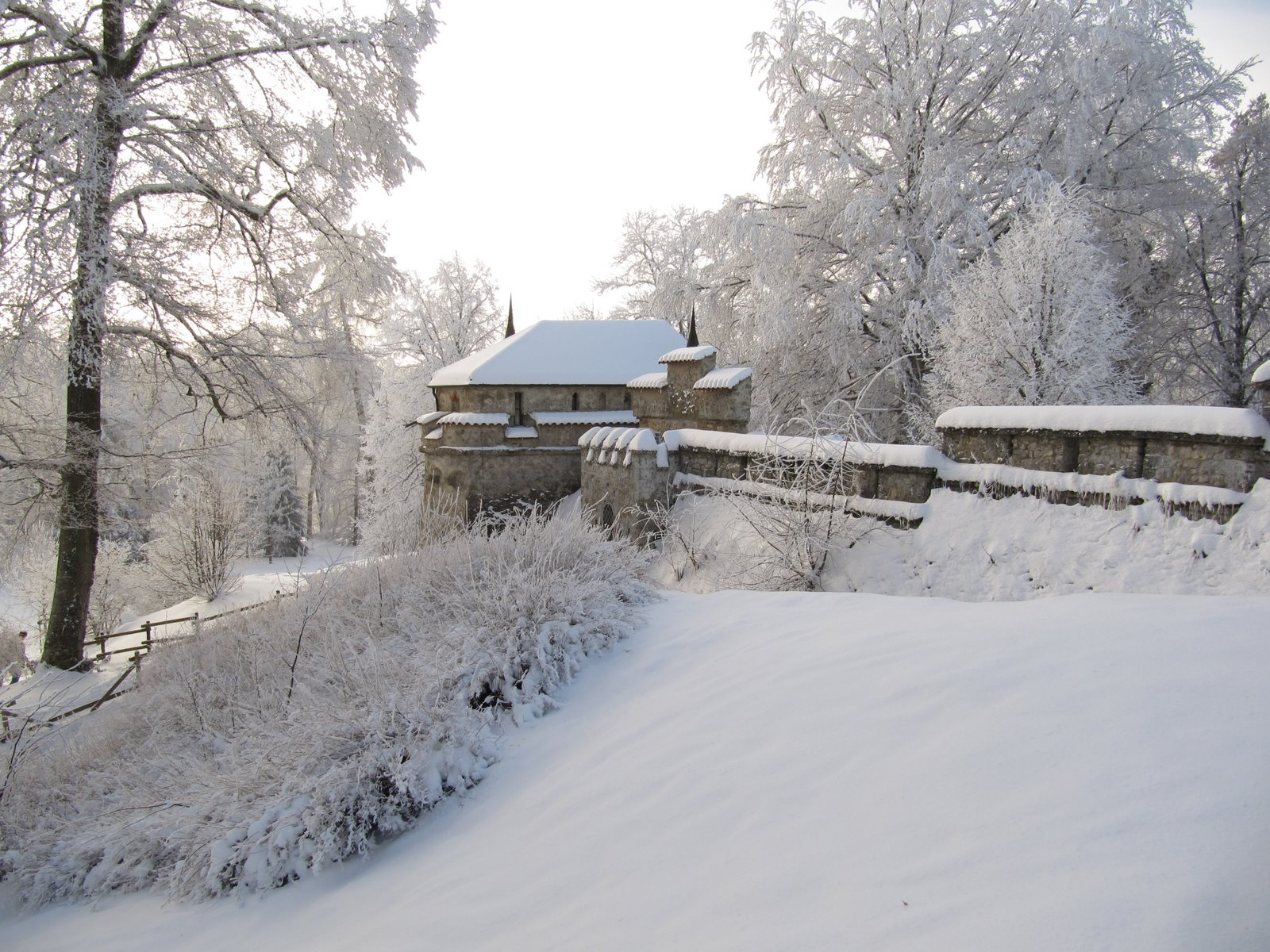
Січень 2010
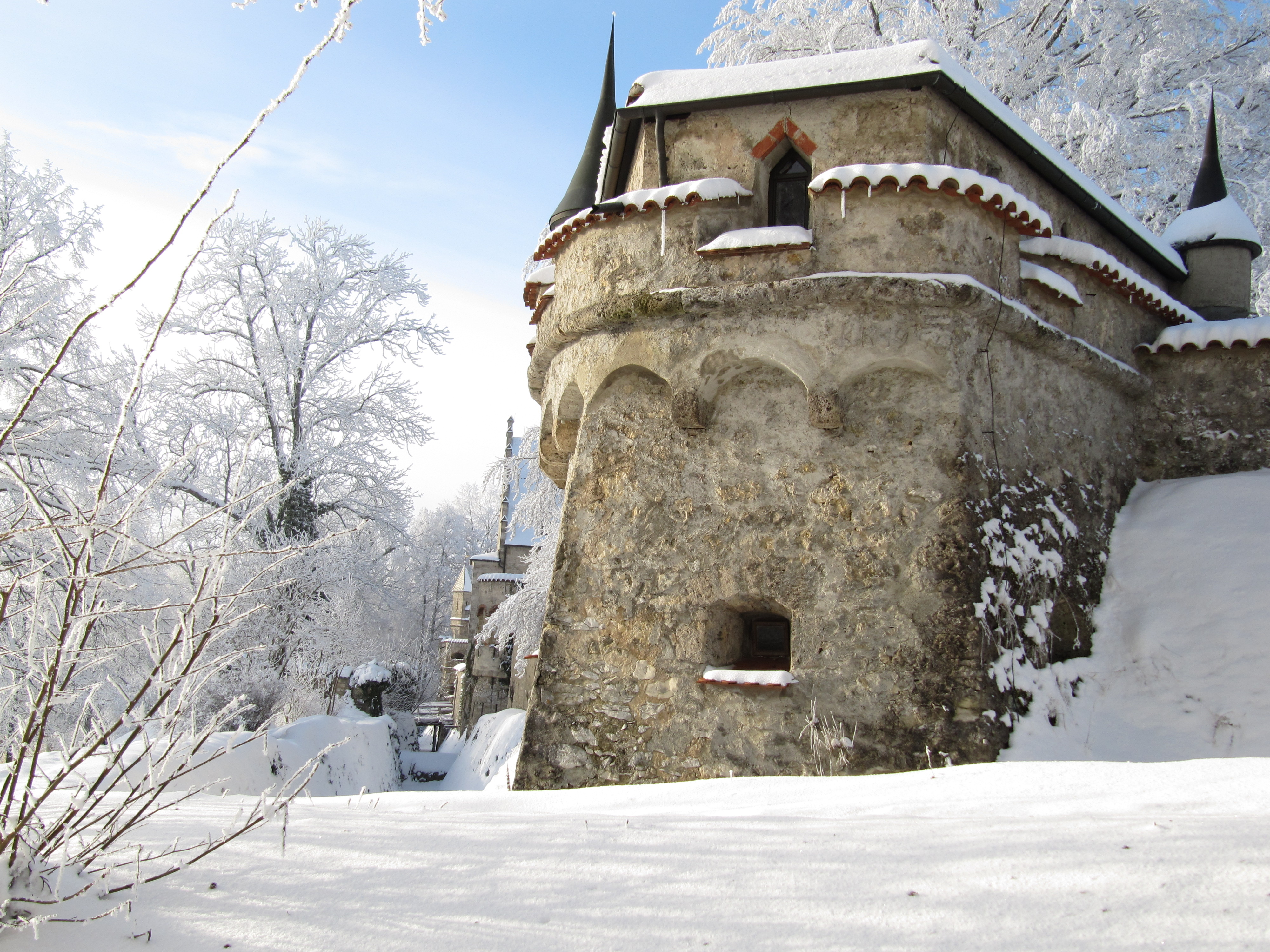
Січень 2010
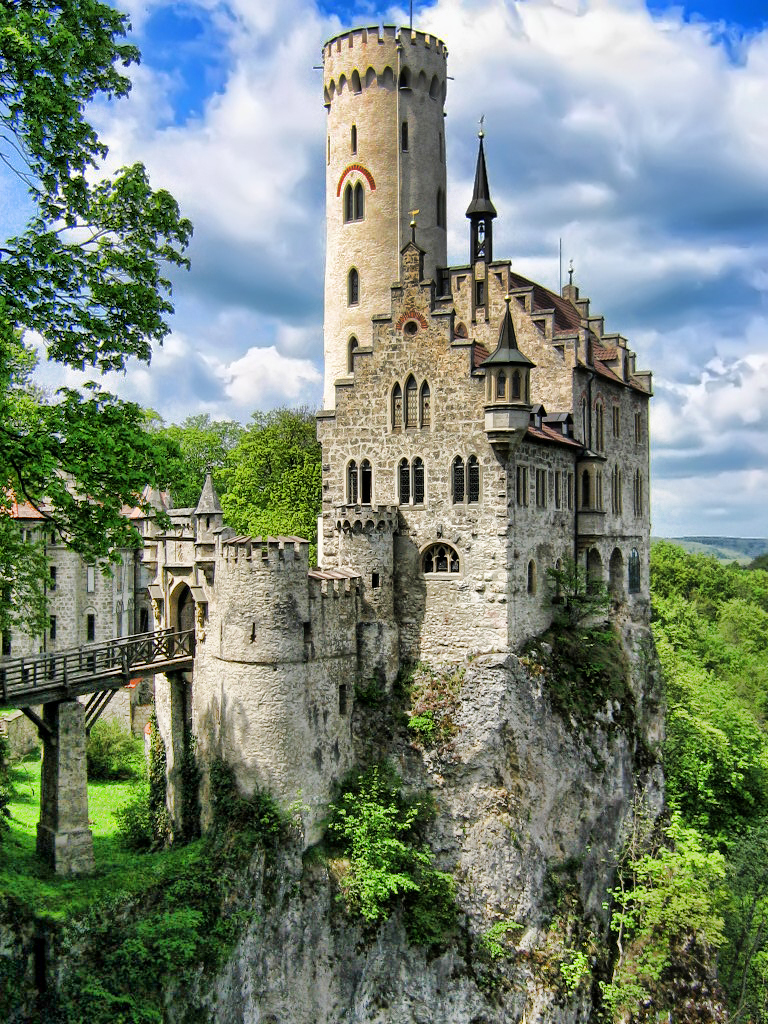
Вежа замку Ліхтенштайн